# وسکاره
وسکاره روستایی از توابع بخش رودهن شهرستان دماوند در استان تهران ایران است. مردم روستای وسکاره به گویش نزدیک به گویش قصرانی که زیر مجموعه گویش‌های مازندرانی گونه و مازندرانی است، صحبت می کنند.
از مهمترین و بزرگترین افتخارات روستای وسکاره میتوان به تقدیم ۱۸ شهید در دوران جنگ تحمیلی به نظام مقدس جمهوری اسلامی ایران نام برد.

## جمعیت
این روستا در بخش رودهن قرار دارد و براساس سرشماری مرکز آمار ایران در سال ۱۳۸۵، جمعیت آن ۷۵ نفر (۲۴خانوار) بوده‌است.

## معماری
این روستا دارای دو بافت قدیم و جدید می‌باشد. بافت سنتی روستا به صورت معماری طبقاتی سنتی و خانه‌های کاهگلی و چوبی است و بافت جدید ان با همهٔ امکانات شهری مانند آب، برق، گاز و تلفن دارای خانه‌های ویلایی در دامنه کوهستان است. این روستا دارای دو مسیر دسترسی می‌باشد. اولین مسیر از جاجرود که از کنار سد زیبای لتیان که پس از عبور از روستاهای ایرا، جورد و آردینه به روستای وسکاره خواهید رسید یا از شهر رودهن - کیلومتر ۵ بلوار شریعتی - به این روستای کوهستانی دسترسی پیدا خواهید کرد.